# Jenny Nimmo
Jenny Nimmo (Windsor, 15 januari 1944) is een Britse kinderboekenschrijfster. Ze schrijft fantasie- en avonturenromans, boeken voor beginnende lezers en prentenboeken.

## Biografie
Nimmo is geboren in Windsor, Berkshire, Engeland. Ze was enig kind, en haar vader stierf toen ze vijf jaar oud was. Volgens de Amerikaanse uitgeverij van haar boeken, was Nimmo dol op lezen, wat ertoe leidde dat ze haar eigen verhalen ging schrijven.
Nadat een tijdje in het theater te hebben gewerkt, werkte ze een paar jaar bij de BBC. Tijdens die tijd heeft ze verhalen van schrijvers aangepast voor televisie. Haar eerste boek The Bronze Trumpeter begon als een televisiescript. In 1974 trouwde ze met David Wynn Millward, een kunstenaar en illustrator. Ze heeft drie kinderen en woont momenteel in Wales, waar ze haar tijd besteedt aan schrijven en haar man helpt bij een zomerschool voor kunst..
Haar boek The Snow Spider won in 1986 de Smarties Prize, een bekende Britse kinderboekenprijs, en de Tir na n-Og Award (1987), een kinderliteratuurprijs in Wales. 
Het boek The Stone Mouse werd  aanbevolen voor de Carnegie Medal (1995). Andere boeken van haar hebben ook prijzen gewonnen of waren genomineerd. Momenteel zijn haar lezers vooral fan van de boeken van Charlie Gruzelbeen. De serie was oorspronkelijk gepland als een vijfdelige reeks, maar is uitgebreid naar acht delen.
- Bibsys: 1060792
- Bibliothèque nationale de France: cb133422557 (data)
- CiNii: DA15651217
- Gemeinsame Normdatei: 124630715
- International Standard Name Identifier: 0000 0001 1453 3551
- Library of Congress Control Number: n86077773
- MusicBrainz: b21ed03e-61dd-48f9-899f-e5126e734216
- Bibliotheek van het Japanse parlement: 00657213
- Nationale Bibliotheek van Tsjechië: xx0013875
- Nationale Bibliotheek van Israël: 987007596535505171
- Nationale Bibliotheek van Polen: a0000001995709
- Nederlandse Thesaurus van Auteursnamen: 072787198
- SNAC: w6bs1j2r
- Système universitaire de documentation: 148419828
- Virtual International Authority File: 100306246
- WorldCat: E39PBJc3JxdbG4RRHBgQ9crcyd